# Amt Biegen

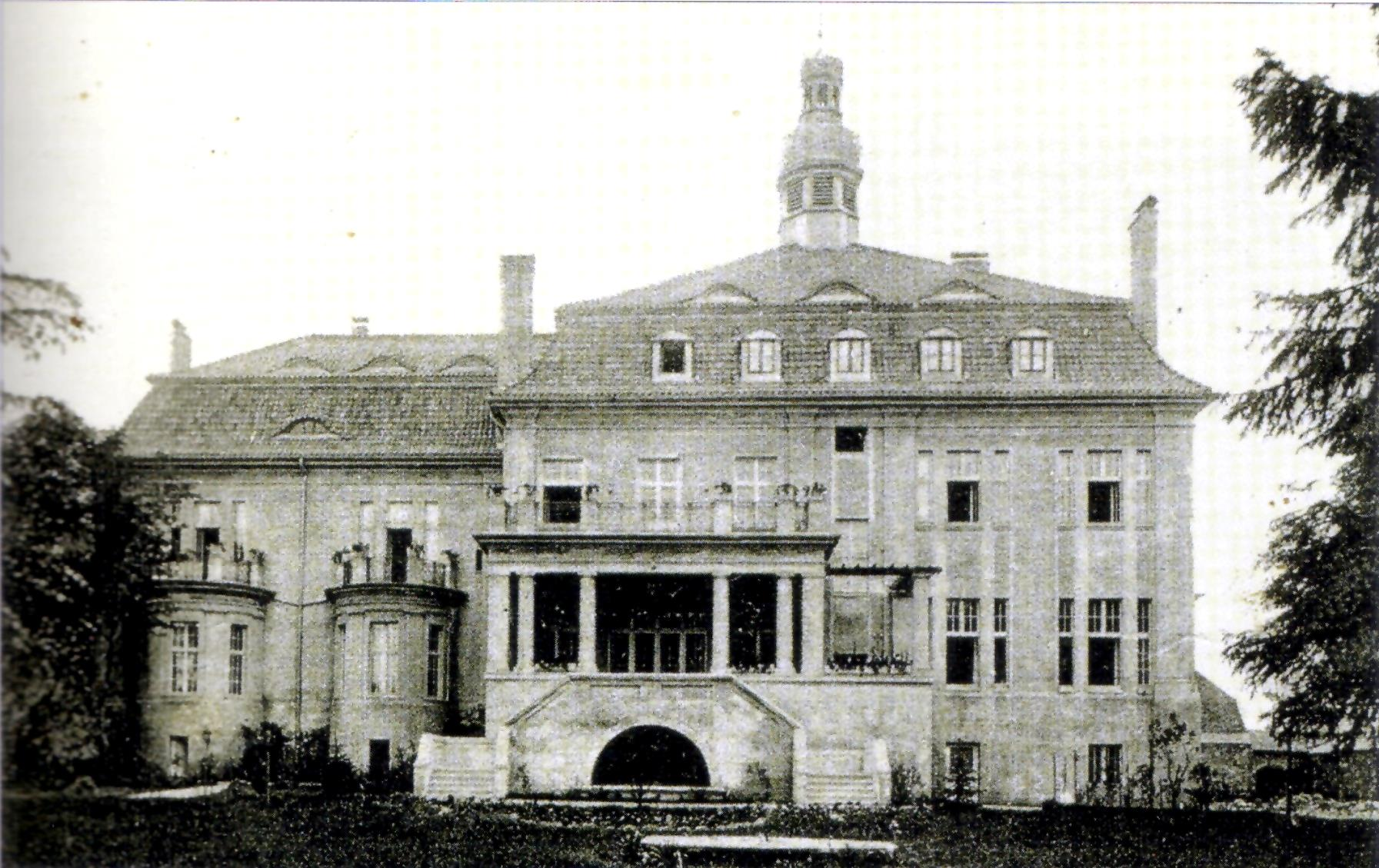
Das Schloss Biegen, früherer Sitz des Amtes Biegen

Das Amt Biegen war ein kurfürstlich-brandenburgisches bzw. später königlich-preußisches Domänenamt, das 1665 mit dem Erwerb der kleinen Adelsherrschaft Biegen durch den brandenburgischen Großen Kurfürsten Friedrich Wilhelm gebildet wurde. In der ersten Hälfte des 18. Jahrhunderts war das inzwischen stark vergrößerte Amt mehrfach an Günstlinge der russischen Zaren-Familie verliehen. Es wurde 1839 mit dem Amt Frankfurt/Oder zusammengelegt und aufgelöst.

## Geschichte
Der Große Kurfürst Friedrich Wilhelm kaufte am 1. September 1665 das Dorf Biegen und dessen Vorwerk sowie das Dorf Hohenwalde und ¾ des Dorfes Pillgram von der Familie von Röbel. Der Kauf erfolgte im Zusammenhang mit dem Bau des Friedrich-Wilhelm-Kanals in den Jahren 1662 bis 1668. Der Bau des Friedrich-Wilhelm-Kanals hatte im Schlaubetal z. T. zu massiven Schädigungen der Anlieger durch Vernässungen geführt. Um Schadensersatzforderungen zu entgehen, kaufte der Kurfürst die geschädigten Güter auf.
Die Stadt Müllrose war zwar markgräfliche Mediatstadt, jedoch bereits früh (vor 1375) verliehen worden. 1644 war dieser Besitz in sechs Teile aufgeteilt worden. 1668 erwarb der Kurfürst zunächst ein Sechstel von den v. Burgsdorff. 1672 gingen weitere drei Sechstel von den v. Burgsdorf an den Kurfürsten, davon war ein Drittel im Pfandbesitz der v. Beerfelde. Bereits 1670 hatte der Kurfürst auch das restliche Drittel des Dorfes Pillgram von Georg Konrad Bergius erworben.
Am 17. Oktober 1713 verlieh Friedrich Wilhelm I. das Amt Biegen dem Günstling der russischen Zarin Katharina I. Alexander Danilowitsch Menschikow. Er erwarb auch die restlichen zwei Sechstel von Müllrose von den v. Burgsdorff und vom Kammerrat Rost für das Amt Biegen. Das Burgdorffsche Sechstel war an  v. Runckel verpfändet gewesen. Menschikow fiel nach dem Tod der Zarin 1727 in Ungnade und wurde nach Sibirien verbannt, wo er zwei Jahre später starb. Sein Vermögen fiel an die russische Krone. Auch das Amt Biegen wurde ihm zum 29. November 1727 wieder entzogen. Von 1727 bis 1731 war es wieder königlich-preußische Domäne. 1729/30 war es anscheinend an Amtmann Hartmann verpachtet, bevor es Friedrich Wilhelm I. am 19. Juni 1731 dem Geliebten der russischen Zarin Anna Ernst Johann von Biron verlieh. Nach dem Tod der Zarin Anna wurde Biron am 20. November 1740 verhaftet, sein Vermögen eingezogen und nach Sibirien verbannt. Am 3. Dezember 1740 zog Friedrich Wilhelm I. das Lehen ein und verlieh es am 29. Januar 1741 an Burkhard Christoph von Münnich, dem neuen russischen Premierminister. Münnich wurde aber bereits im Mai 1741 entlassen und schließlich im Dezember 1741 verhaftet. Seine Güter wurden eingezogen und er nach Sibirien verbannt. Auch Friedrich Wilhelm I. zog das Lehen wieder ein und ließ die kleine Herrschaft im weiteren Verlauf als Königliches Domänenamt bewirtschaften. Das Amt wurde weiter ausgebaut. 1751 wurde auf Amtsgebiet die Kolonie Biegenbrück angelegt. 1766 wurde beim Vorwerk Duberow eine Kolonie gegründet; im selben Jahr wurde auch die Kolonie Neu-Lindow etabliert. 1780 (Schulze: 1781) erfolgte noch die Anlage von Neupillgram (oder der Kolonie Pillgram) durch die Ansetzung von sechs Büdnern. 1823 erhielt das Amt Biegen noch einige Dörfer der 1811 aufgelösten Universität Frankfurt/Oder, so Brieskow, Jacobsdorf und Unter Lindow (heute Groß Lindow). Das Vorwerk Dubrow wurde 1832 an Amtmann Fischer verkauft. Auch die Vorwerke in Biegen, Hohenwalde und Pillgram wurden veräußert. 1839 wurde das Amt Biegen zum Amt Frankfurt gelegt und aufgelöst.

## Zugehörige Orte

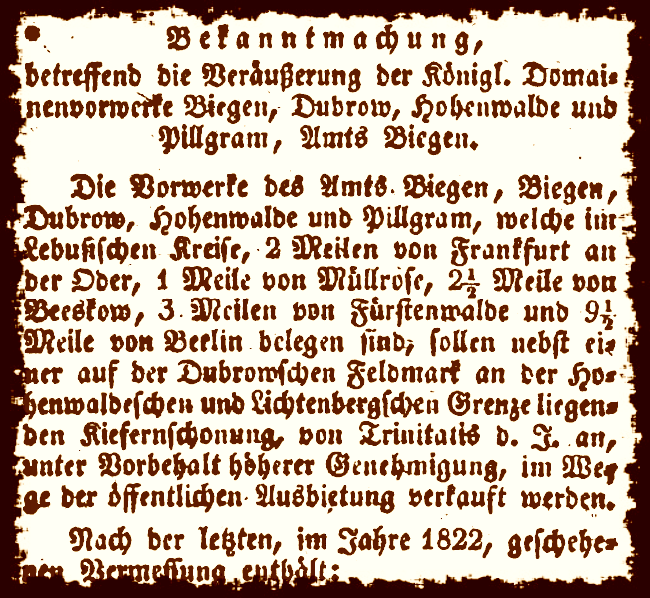
Bekanntmachung, betreffend der Veräußerung der königl, Domainenvorwerke Biegen, Dubrow, Hohenwalde und Pillgram, Amts Biegen vom 2. März 1832

Zum Amt Biegen gehörten 1805 nach Bratring::
- Biegen (Ortsteil von Briesen [Mark]). Dorf und Amtssitzvorwerk, 1665 erworben. 1805: 373 Einwohner. Ansässig im Dorf u. a. zwei Radmacher, ein Schmied, ein Krug, zwei Windmühlen sowie ein königlicher Unterförster für das Biegenbrücksche Revier.
- Biegenbrück (bewohnter Gemeindeteil von Müllrose). Das Forsthaus und die Kolonie wurden 1752/3 etabliert (Schulze: 1751). Biegenbrück hatte 1805 121 Einwohner. Im Ort gab es auch einen Krug.
- Dubrow (Duberow, bewohnter Gemeindeteil von Müllrose). Hier war ein Amtsvorwerk mit 31 Einwohnern.
- Duberow, Kolonie. Neben dem Amtsvorwerk wurde 1766 ein "Kolonie" etabliert. 1805 hatte die Kolonie 44 Einwohner, darunter ein Schiffer.
- Hammerfort (Hammerpforth, Wohnplatz in der Gemeinde Groß Lindow). Mühle und Schleusenhaus. Die Mühle gehörte zum Amt Biegen, das Schleusenhaus zum Amt Fürstenwalde.
- Hohenwalde (Ortsteil der Stadt Frankfurt [Oder]). Das Dorf und Amtsvorwerk gehörten zum ursprünglichen, 1665 erworbenen Besitz des Amtes. 1805 hatte das Dorf 293 Einwohner, eine Schmiede und einen Krug.
- Groß Lindow (Ober-Lindow/Neu-Lindow). 1766 wurde beim Dorf Lindow eine Kolonie etabliert. 1805 hatte diese 97 Einwohner, darunter sechs Schiffer.
- Kaisermühl (Kaisermühle, bewohnter Gemeindeteil von Müllrose). Kolonie und Forsthaus auf beiden Seiten des Friedrich-Wilhelm-Grabens. Es gab eine Wasser- und Schneidemühle, einen Krug, und hier befand sich der Sitz des Königlichen Hegemeisters über das Kaisermühlische Revier. Mühle und Krug waren 1805 in Erbpacht vergeben. 113 Menschen wohnten hier. Kaisermühl war am 29. Januar 1672 zusammen mit Joachim v. Burgsdorffs Anteil an Müllrose vom Kurfürsten gekauft worden.
- Müllrose. 1771 wurde dicht "vor der Stadt Müllrose nach Hohenwalde zu" durch "Abbauung des Vorwerks" eine Kolonie etabliert, die 1805 20 Einwohner hatte. Die Kolonie Müllrose wurde 1907 nach Müllrose eingemeindet.
- Müllroser Schleuse. Das Schleusenwärterhaus am Friedrich-Wilhelm-Kanal hatte 1805 5 Einwohner.
- Pillgram (Ortsteil der Gemeinde Jacobsdorf). Drei Viertel des Dorfes und das Vorwerk gehörten zum ursprünglichen, 1665 erworbenen Besitz des Amtes. Pillgram hatte 1832 232 Einwohner, eine Schmiede und das einzeln liegende Amtsvorwerk.
- Neu Pillgram (in Pillgram aufgegangen). 1781 wurde beim Dorf Pillgram eine "Kolonie" angelegt, in der 1805 22 Menschen lebten.
- Weißenspring (Ortsteil von Groß Lindow). Die Kolonie entstand 1766. Das Vorwerk und die dort angesiedelte Pfeifenfabrik waren ein Erbzinsstück des Amtes Biegen. Die Wasser-, Mahl- und Schneidemühle war im Besitz des Mühlenmeister Bartnick. Außerdem gab es noch einen Krug im Dorf. Eine weitere dort angesiedelte Wassermühle und das Schleusenhaus gehörten dagegen zum Amt Fürstenwalde.

## Amtleute und Pächter
Die Amtleute und Pächter sind bisher nur sehr unvollständig bekannt.
- 1729/30: verpachtet an Amtmann Hartmann[3]
- 1775 Johann Ludwig Sultzer, Amtsrat[4]
- 1798 Wilhelm Karbe, Oberamtmann[5][6]
- 1805 Oberamtmann Karbe[2] (kaufte 1805 das Rittergut Worin für 40.000 Taler[6])
- 1816 Karbe, zum Amtsrat befördert[7]
- 1825–1831 Domänenpächter Carl Friedrich Karbe[8]